# Чефранов, Андрей Сергеевич
Андрей Сергеевич Чефранов (1927—2009) — специалист в области радиолокационных комплексов подводных лодок, лауреат Государственной премии СССР (1984).
Окончил Ленинградский институт авиационного приборостроения (ныне - ГУАП) по специальности «радиотехника» (1949).
В 1949—1953 гг. — инженер, ведущий инженер ОКБ-794 (Ленинград).
С 1953 по 1991 год работал в ЦНИИ «Гранит»: старший инженер, ведущий инженер, начальник ОКБ, начальник лаборатории, начальник отдела, начальник сектора, старший научный сотрудник.
С 1957 года главный конструктор станций обнаружения радиолокационных сигналов «Залив» и «Скала», активно-пассивного радиолокационного комплекса «Радиан».
Кандидат технических наук (1959).
Лауреат Государственной премии СССР (1984). Награждён орденом Трудового Красного Знамени. Почётный радист СССР.